# Dârjiu (gmina)
Dârjiu – gmina w Rumunii, w okręgu Harghita. Obejmuje miejscowości Dârjiu i Mujna. W 2011 roku liczyła 1036 mieszkańców.